# Mokoš (potok)
Mókoš je nekdanji levi pritok Mure med Bakovci in Dokležovjem. Njegov izvir je bil nekoč v ravnini pri naselju Gederovci, v neposredni bližini Kučnice, od koder je tekel po Murski ravnini proti jugovzhodu skozi Tišino, Murske Črnce, Satahovce in Bakovce ter se izlival v enega od stranskih rokavov na levem bregu Mure (Lukačev kanal). Danes se pod Satahovci najprej izliva v jezero v nekdanji gramoznici, nato pa teče še naprej do razbremenilnika Ledava–Mura in naprej do starega rokava Mure. Zaradi velikih posegov v zadnjih desetletjih je potok danes povsem spremenjen in velja za enega najbolj 'prizadetih' vodotokov v celotni Sloveniji.
Mokoš je bil še pred nekaj desetletji bistri potok, v katerem so se vaščani oskrbovali s pitno vodo, napajali živino, prali perilo in lovili ribe, kar si je danes ob večinoma suhi strugi težko predstavljati: »Poleg teh obrobnih voda je omembe vreden tudi potok Mokoš, ki je redek primer hitro tekočega in bistrega potoka v Prekmurju.« Nekoč je potok celo poganjal mline, od katerih še stoji, a ne deluje več, Lukačev mlin dolvodno od Bakovec. Danes teče po strugi voda le ob močnejšem deževju in ponekod tudi dlje časa zastaja, glavna razloga pa sta splošno znižanje podtalnice na Murski ravnini zaradi poglabljanja Mure ter regulacija Kučnice. Mokoš je v bistvu nekdanji tok Kučnice, ki je tod tekla še ob koncu 18. stoletju (v 20. stoletju samo še del njenih poplavnih vod), z regulacijami v drugi polovici 20. stoletja pa so vodo Kučnice v celoti speljali naravnost v Muro.
Za razlago imena potoka navajajo jezikoslovci dve možnosti: morda se imenuje po praslovanski boginji plodnosti Mokoš, Perunovi ženi, drugi možni izvor pa je občna slovanska beseda mokošъ, ki je verjetno pomenila mokroto, mokroten svet. V starih virih se pojavljata dve njegovi imeni, prej Otustiche (1233), Otolnucha (1234) in Athochycha (1347), pozneje kot Mukosch (1572) ali Mokos (1698).
Neurejeno odvajanje padavinske vode in nevzdrževanje struge potoka sta razloga, zaradi katerih Mokoš občasno tudi poplavlja in povzroča škodo v neposredni bližini struge: tako je bilo npr. maja 1938, v letih 1965, 1966 in 1972, pa tudi aprila 2013, ko je potok zaradi zaprte zapornice na iztoku v Muro in zamašene struge poplavil nekaj hiš v Bakovcih. Da bi vsaj nekoliko uredili razmere, so leta 1958 med Gradiščem in Murskimi Črnci izkopali 770 m dolg kanal, po katerem naj bi odtekal presežek vode iz potoka Dobel v Mokoš, vendar pa je bil poseg bolj ali manj neuspešen. Zaradi zastajanja vode v strugi so leta 1988 skozi Murske Črnce očistili strugo, pozneje še v Bakovcih in na nekaj drugih odsekih, nekaj delov pa je še vedno precej zanemarjenih. To kaže, da se odnos do nekdanjega potoka končno počasi spreminja, obstajajo pa možnosti in želje, da bi potok obnovili s pomočjo blagih ukrepov ekoremediacije.. Korak bližje k oživljanju potoka je tudi 10 km dolga vodna učna pot ob Mokošu od Gederovec do Bakovec s petimi učnimi točkami, ki predstavljajo glavne značilnosti potoka, od nekdanjih vodnih značilnosti do današnjega živega sveta.